# 19.ª División de Infantería (Imperio Otomano)

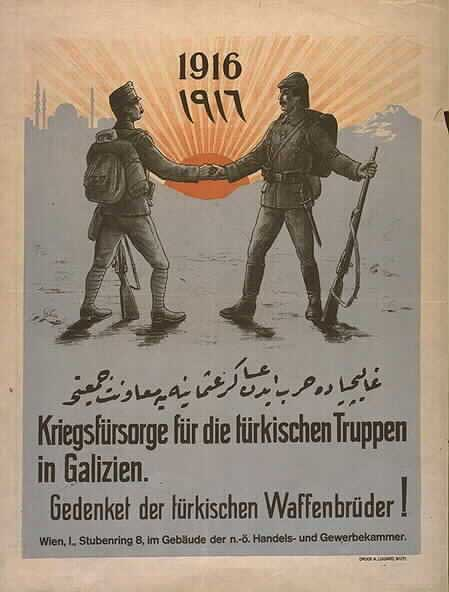
Pacto de las tropas Turcas el año 1916-1917.

La 19.ª División de Infantería era una formación del Ejército Otomano, durante las Guerras balcánicas y la Primera Guerra Mundial. Dos tercios de la división estaban hechos de árabes sirios, quienes afrontaron la primera ola de la invasión Aliada durante la Campaña de Galípoli, y un tercio eran Turcos.

## Formación
Comandante: Teniente Coronel Mustafa Kemal
- 57.º Regimiento: Mayor Hüseyin Avni[2]
  - Capitán del 1er Batallón: Ahmet Zeki
  - Capitán del 2.º Batallón: Ata
  - Capitán del 3er Batallón: Hayri
- 72.º Regimiento: Importante Mehmet Münir[2]
- 77.º Regimiento: Importante Saip[2]
- 39.º Regimiento de Artillería: Importante Halil Galib (Tekaki)[2]